# San Esteban de Gormaz
San Esteban de Gormaz ist eine nordspanische Kleinstadt und eine aus mehreren Weilern (pedanías) bestehende Gemeinde (municipio) mit 2.935 Einwohnern (Stand: 2024) im Westen der Provinz Soria in der Autonomen Gemeinschaft Kastilien-León. Der Ort wurde als Kulturgut (Bien de Interés Cultural) in der Kategorie Conjunto histórico-artístico anerkannt; er liegt an zwei touristisch bedeutsamen Straßen – der Ruta de Lana („Wollstraße“) und dem Camino del Cid („Weg des Cid“).

## Lage und Klima
Die Kleinstadt San Esteban de Gormaz liegt – in strategisch günstiger Lage nach Süden vom Río Duero und nach Norden von einer steil aufragenden Felswand geschützt – auf dem nördlichen Ufer des Río Duero in einer Höhe von etwa 855 m. Die nächstgrößeren Städte sind El Burgo de Osma (ca. 12 km östlich) und Aranda de Duero (ca. 46 km westlich); die Provinzhauptstadt Soria liegt etwa 55 km nordöstlich. Die sehenswerte Kleinstadt Berlanga de Duero befindet sich etwa 37 km in südöstlicher Richtung; von dort sind es nur etwa 11 km bis nach Caltojar. Das Klima ist gemäßigt bis warm; Regen (ca. 470 mm/Jahr) fällt übers Jahr verteilt.
Der Großteil der Bevölkerung der Kommune lebt im Hauptort. Allerdings gibt es auf dem Gebiet der Stadt zahlreiche kleine Dörfer und Weiler, deren Bevölkerung aber seit Jahren zurückgeht. Viele dieser Weiler sind mittlerweile entsiedelt. Das größte dieser Dörfer ist Pedraja.

## Bevölkerungsentwicklung
| Jahr      | 1857  | 1900  | 1950  | 2000  | 2017  |
| Einwohner | 1.305 | 1.812 | 2.355 | 3.348 | 3.021 |

Die Mechanisierung der Landwirtschaft, die Aufgabe bäuerlicher Kleinbetriebe und der daraus resultierende Verlust an Arbeitsplätzen haben zu einer Abwanderung vieler Menschen aus den ländlichen Dörfern und Weilern (Landflucht) und zu einem kontinuierlichen Bevölkerungsanstieg in den größeren Gemeinden und in den Städten geführt. Hinzu kamen Eingemeindungen kleinerer Dörfer und Weiler in den 1960er und 1970er Jahren.

## Wirtschaft
San Esteban de Gormaz war seit seiner Wiederbesiedlung (repoblación) vom 10. bis 12. Jahrhundert in hohem Maße abhängig von der Landwirtschaft, wobei sowohl Ackerbau als auch Viehzucht (Milchwirtschaft) – hauptsächlich zur Selbstversorgung – betrieben wurden. Im Hauptort entstanden Handels-, Handwerks- und Dienstleistungsunternehmen. San Esteban de Gormaz hat Anteil am Weinbaugebiet Ribera del Duero. Auch der Kultur- und Wandertourismus spielen eine wichtige Rolle im Wirtschaftsleben der Gemeinde.

## Geschichte
Das Gebiet von San Esteban de Gormaz war bereits in vorgeschichtlicher Zeit besiedelt. Auch Zeugnisse der Römer und der Mauren wurden gefunden; letztere erachteten den Ort für so wichtig, dass sie eine kleine Festung (hiṣn) errichteten. Sie und das Dorf (damals Castromoro = „Maurenburg“ genannt) war vom 9. bis 11. Jahrhundert Streitobjekte zwischen maurischen und christlichen Herren, bis sie schließlich endgültig an das Königreich Kastilien fielen.
Es ist überliefert, dass im Jahr 1187 die ersten Cortes de Castilla – allerdings noch ohne Stimmrecht – in San Esteban tagten. Bis zum Ende des 18. Jahrhunderts wuchs der Ort und gewann stetig an Bedeutung. Zu dieser Zeit wurden um die 3000 Einwohner gezählt, aufgeteilt auf vier Pfarrgemeinden; außerhalb des Ortes gab es zwei Klöster. Danach verlor der Ort mehr und mehr an Bedeutung; im Jahre 1808 wurde die mittelalterliche Burg von den Franzosen zerstört. Die Einwohner erlebten in der Folge Phasen großer Armut und verließen den Ort auf der Suche nach besseren Lebensbedingungen.

## Sehenswürdigkeiten

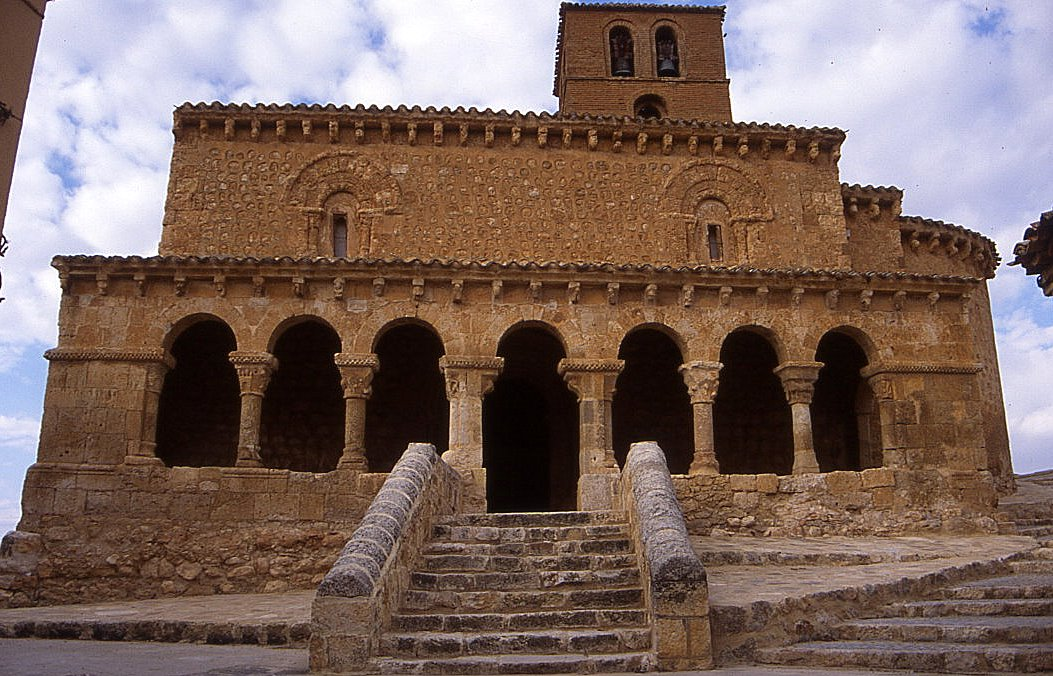
Kirche San Miguel (um 1100)

- Der gesamte Ort ist zum Conjunto histórico-artístico erklärt worden; sehenswert ist vor allem der rechteckige Hauptplatz (plaza mayor) mit seinen Arkadenhäusern. Aus dem Ensemble ragen die beiden romanischen Kirchen heraus:
- Die romanische Kirche San Miguel hat eine der frühesten, für die Region typischen Südvorhallen (portico oder galería porticada).
- Die Kirche Nuestra Señora del Rivero ist etwas jünger, aber ebenfalls im romanischen Stil erbaut. Auch sie hat eine Südvorhalle.
- Eine zur ehemaligen Burg (castillo) gehörende Mauer überragt den Ort.[5][6]
- Peña Magdalena: markanter Feld nördlich des Zentrums
- Eine aus mächtigen Steinblöcken gefügte Brücke (puente romano) überspannt den Fluss Duero.[7]

Umgebung

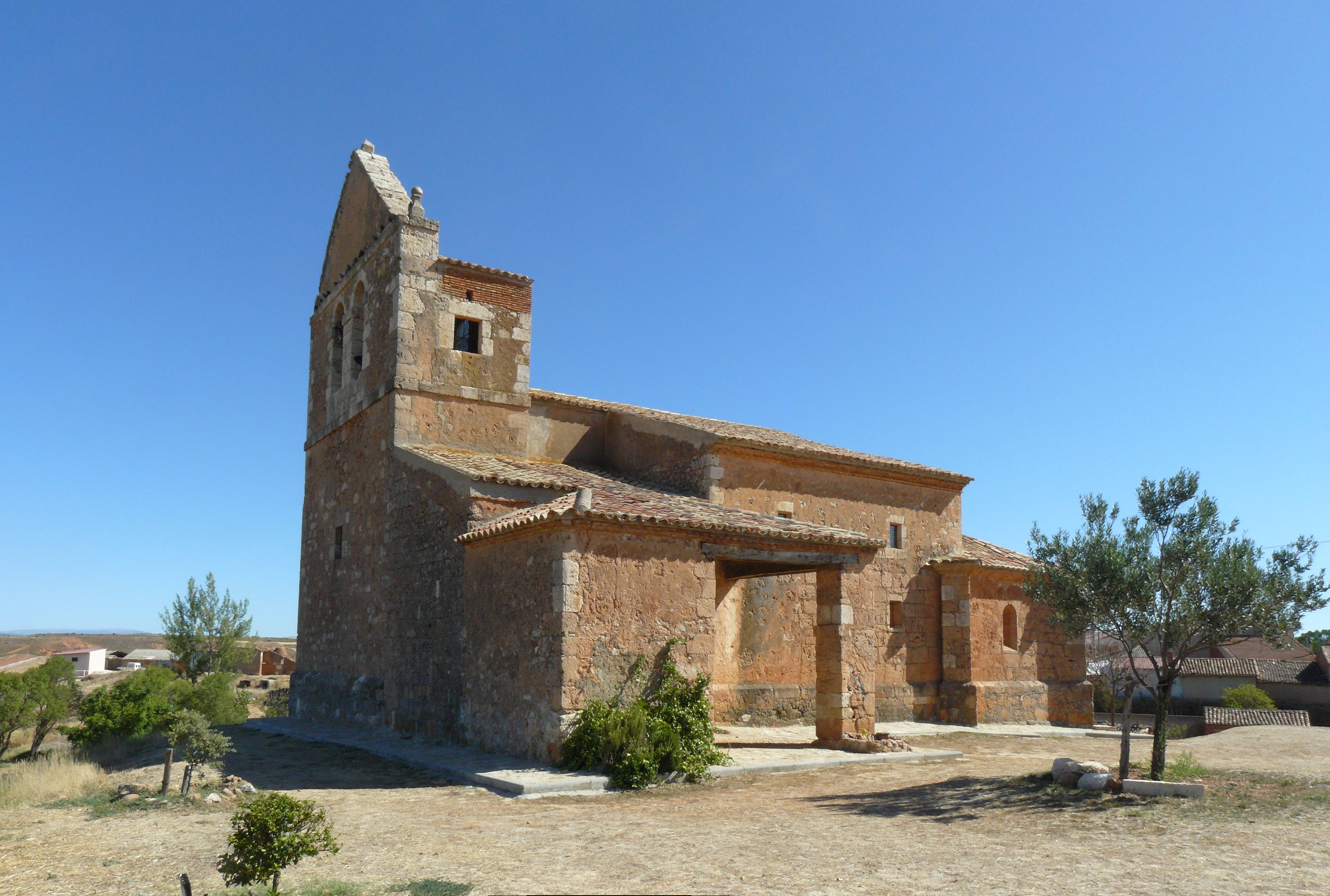
Matanza de Soria – Kirche

- Der im Jahr 2005 eingeweihte „Themenpark Romanik“ (Parque Temático del Románico) liegt im etwa 2,5 km südlich der Stadt befindlichen Weiler Molino de Ojos, er zeigt verkleinerte Modelle von etwa einem Dutzend romanischen Kirchen in den Provinzen Zentralspaniens.
- Im Vorort Rejas de San Esteban befinden sich zwei weitere romanische Kirchen mit Südvorhallen: San Martín und San Ginés.
- Etwa 4 km außerhalb, auf dem Gebiet des Weilers Quintanilla de Tres Barrios, steht ein aus islamischer Zeit stammender Wachturm (atalaya). Der ehemals nur mit Hilfe einer Leiter zu erreichende Eingang ist mittlerweile mit einem Treppenaufgang versehen.[8]
- Im ca. 8,5 km nördlich gelegenen Weiler Matanza de Soria liegt die kleine romanische Kirche San Juan Bautista.